# Đại (Xuân Thu)
Đại (tiếng Trung: 代; bính âm: Dài) là một nước chư hầu vào cuối thời kỳ Xuân Thu trong lịch sử Trung Quốc. Lãnh thổ nước Đại nằm ở khu vực tây bắc bộ tỉnh Hà Bắc và đông bắc bộ tỉnh Sơn Tây ngày nay. Đại là một nước có chủ thể là dân tộc phi Hán.
Đại được hình thành từ sự phân phong chư hầu vào thời nhà Chu, đất cũ nằm ở khu vực nay là huyện Uất của tỉnh Hà Bắc, không rõ quân chủ khai quốc.
Chị của Triệu Tương tử- tông chủ họ Triệu của nước Tấn, là phu nhân của vua Đại. Năm 458 TCN, Triệu Tương tử muốn đánh nước Đại nên xuất sứ đến nước này, tới Hạ Ốc Sơn (夏屋山, nay ở đông bắc huyện Đại của tỉnh Sơn Tây), bèn mời vua Đại đến dự tiệc, vua Đại đồng ý. Trước đó, Tương tử đã sắp đặt bẫy mai phục, rồi trút rượu cho người nước Đại say, sau đó dùng dụng cụ châm tửu là thìa đồng để giết chết vua Đại và các quan đi theo. Đến khi vua Đại chết, quân Triệu ngay lập tức hưng binh phạt Đại. Quân Triệu chiếm lĩnh toàn thể nước Đại, sáp nhập nước này vào bản đồ Triệu thị. Chị của Tương tử than khóc, kêu trời, rút trâm cài tóc ra tự sát.
Đến năm 228 TCN, Tần diệt Triệu, Triệu công tử Gia chạy đến đất Đại, tự lập làm vương, 6 năm sau bị tiêu diệt.